# Skiptvet
Skiptvet (eller Meieribyen) är en kyrkby som utgör centralort och enda tätort i Skiptvets kommun i Østfold fylke i Norge. Orten ligger där fylkesväg 115 möter fylkesväg 1036 och fylkesväg 1044, väster om älven Glomma. Här finns Skiptvets kyrka.